# Investidura presidencial de Mauricio Funes
La Investidura presidencial de Mauricio Funes Cartagena, se refiere a la toma de posesión del nuevo presidente electo en la ciudad de San Salvador el 1 de junio de 2009.

## Delegaciones internacionales
Una vez proclamado como presidente electo de El Salvador, se realizó la ceremonia de posesión en el Centro Internacional de Ferias y Convenciones (CIFCO) de la ciudad de San Salvador. A la investidura presidencial de Funes asistieron varios jefes estado de diferentes países, entre ellos:
- Argentina: el Canciller de Argentina Jorge Taiana encabezó la delegación argentina que asistió a la investidura presidencial de Funes, siendo acompañado también por el subsecretario de política latinoamericana de Argentina, Agustín Colombo Sierra y otras personas más.[2][3][4]
- Brasil: el Presidente de Brasil Lula da Silva llegó también a la ciudad de San Salvador para asistir a la ceremonia de posesión de Funes.[5]
- Chile: la Presidenta de Chile Michelle Bachelet encabezó la delegación chilena que asistió a la investidura presidencial de Funes.[6]
- Colombia: el Presidente de Colombia Álvaro Uribe Vélez junto al canciller colombiano Jaime Bermúdez Merizalde encabezó la comitiva colombiana que asistió a la juramentación de Funes.[7]
- Costa Rica: el Presidente de Costa Rica Óscar Arias Sánchez encabezó la delegación costarricense que también asistió a la toma de posesión de Funes.[8]
- Cuba: el Vicepresidente de Cuba Esteban Lazo llegó a San Salvador para asistir a la ceremonia de posesión y restablecer las relaciones Cuba-El Salvador, rotas desde el año 1961.[9][10]
- Ecuador: el Presidente de Ecuador Rafael Correa fue el último presidente en llegar a la ciudad de San Salvador junto al canciller ecuatoriano.[11]
- Estados Unidos: la Secretaria de Estado de los Estados Unidos Hillary Clinton asistió a la investidura presidencial del entonces presidente electo Mauricio Funes.[12][13]
- Guatemala: el Presidente de Guatemala Álvaro Colom fue otro de los mandatarios que también decidieron asistir a la posesión de Funes.
- Honduras: el Presidente de Honduras Manuel Zelaya asistió también a la investidura presidencial de Mauricio Funes.
- México: el Presidente de México Felipe Calderón encabezó la delegación mexicana que asistió a la juramentación de Maurio Funes.[14]
- Nicaragua: el Presidente de Nicaragua Daniel Ortega Saavedra encabezó la delegación nicaragüense, aunque cabe mencionar que llegó cuando todo el acto de posesión ya había concluido, pero lo compensó asistiendo en la tarde a la celebración que FMLN había organizado a sus militantes en el Estadio Cuscatlán.[15]
- Panamá: el Presidente de Panamá Martin Torrijos encabezó la delegación panameña junto al canciller panameño Samuel Lewis Navarro y el ministro de la Presidencia de Panamá Rafael Mezquita.[16]
- Paraguay: el Presidente de Paraguay Fernando Lugo encabezó la delegación paraguaya que asistió a la investidura presidencial de Mauricio Funes.[17]
- Perú: el presidente del Poder Judicial de Perú Javier Villa Stein encabezó la delegación peruana que asistió a la investidura presidencial de Funes en representación del gobierno peruano. Junto a él, le acompañaban también el jefe del Gabinete Técnico de la Presidencia del Poder Judicial, Luis Gómez Cornejo-Rotalde y la directora de Protocolo y Relaciones Públicas Ana María Miranda Pizarro.[18][19]
- Taiwán: el Presidente de Taiwán Ma Ying-jeou encabezó la delegación taiwanesa que asistió a la investidura presidencial de Funes, aprovechando una gira de visitas por varios como Belice, Guatemala y El Salvador.[20]
- Venezuela: el Canciller de Venezuela Nicolás Maduro Moros llegó a la posesión de Funes acompañado del vicecanciller venezolano para América Latina y el Caribe Francisco Arias Cárdenas. Cabe recordar que el presidente Hugo Chávez Frías había cancelado horas antes su viaje a El Salvador, debido a que había descubierto, según él, un plan conspirativo de los Estados Unidos para asesinarlo una vez apenas llegue a territorio salvadoreño.[11][21][22]
- El Presidente de la República Árabe Saharaui Democrática Mohamed Abdelaziz asistió también a la posesión de Mauricio Funes.

Para la investidura presidencial del entonces presidente electo Elías Antonio Saca llegaron a El Salvador alrededor de 7 presidentes, 2 vicepresidentes, 1 expresidente, 1 canciller y representantes de diferentes gobiernos.

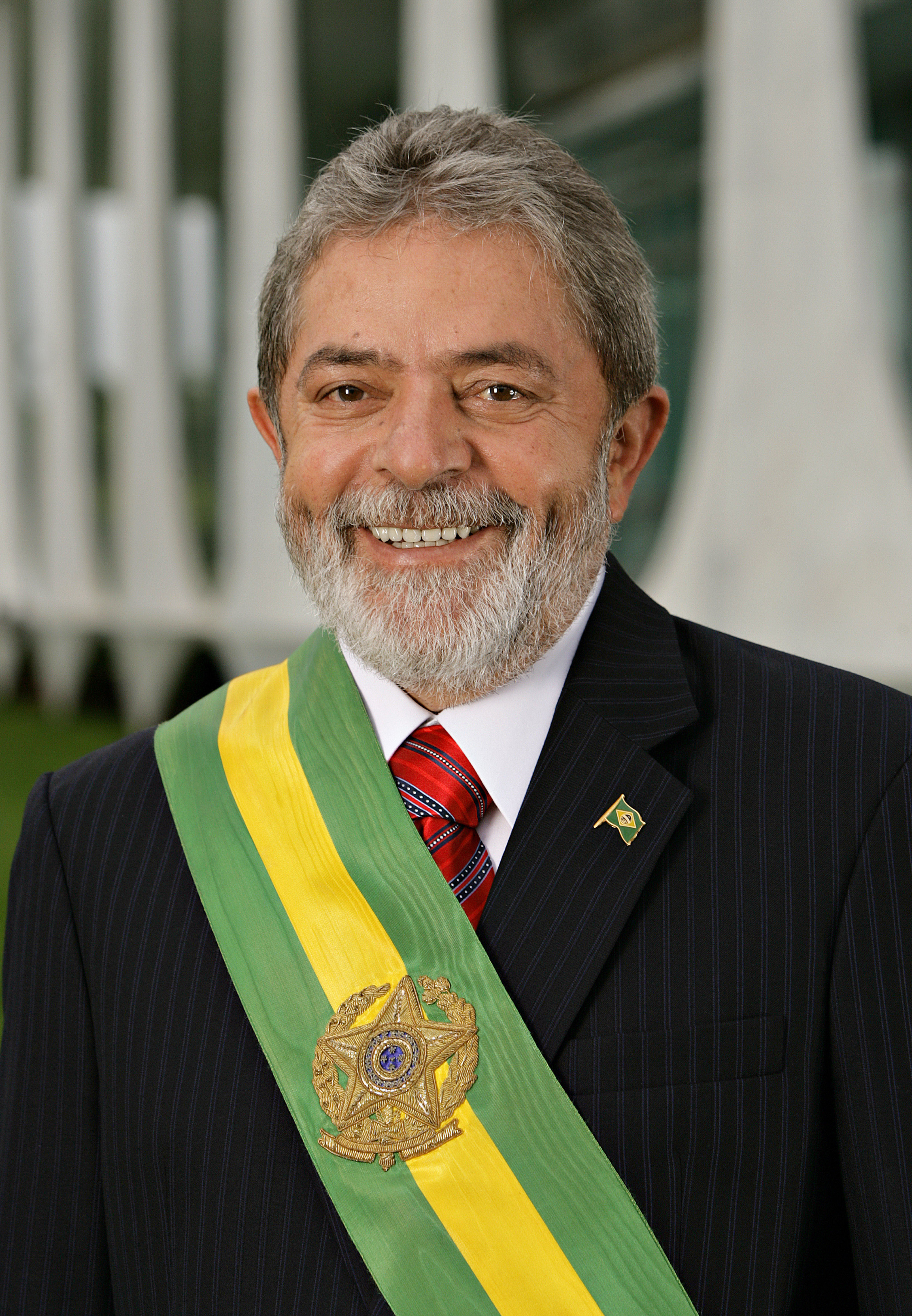
Brasil Luiz Inácio Lula da Silva Presidente de Brasil (2003-2011)
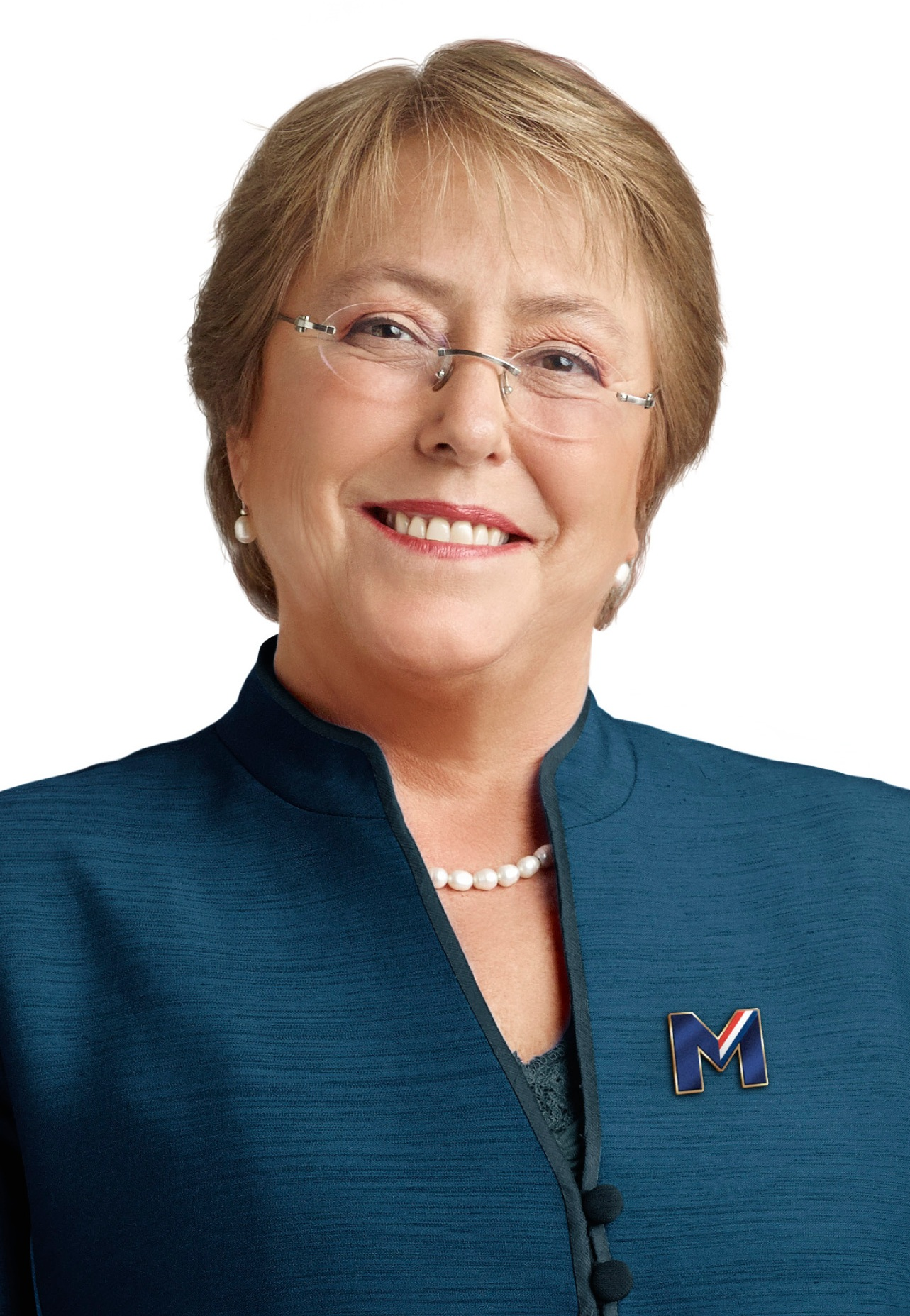
Chile Michelle Bachelet Jeria Presidenta de Chile (2006-2010) (2014-2018)
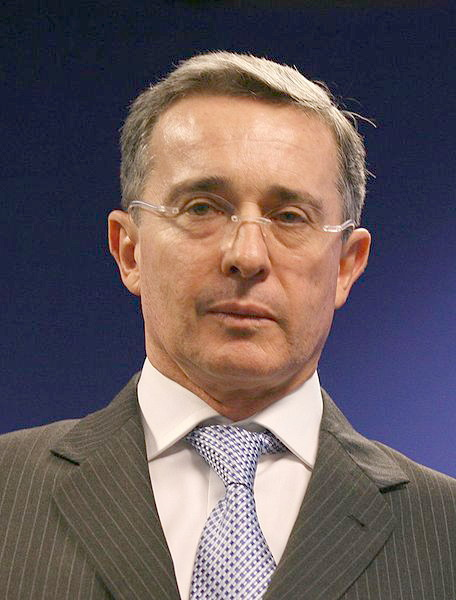
Colombia Álvaro Uribe Vélez Presidente de Colombia (2002-2010)
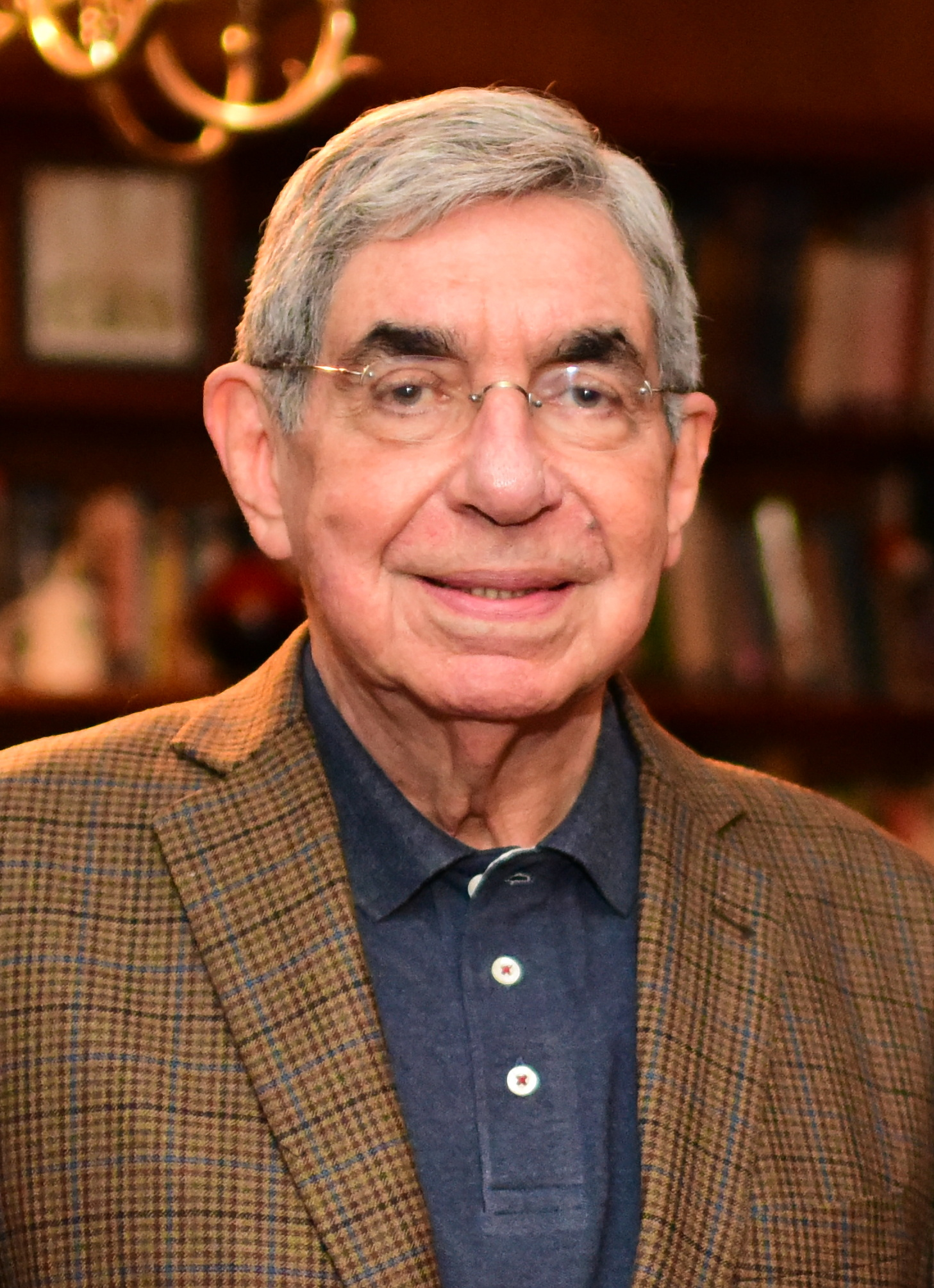
Costa Rica Óscar Arias Sánchez Presidente de Costa Rica (1986-1990) (2006-2010)
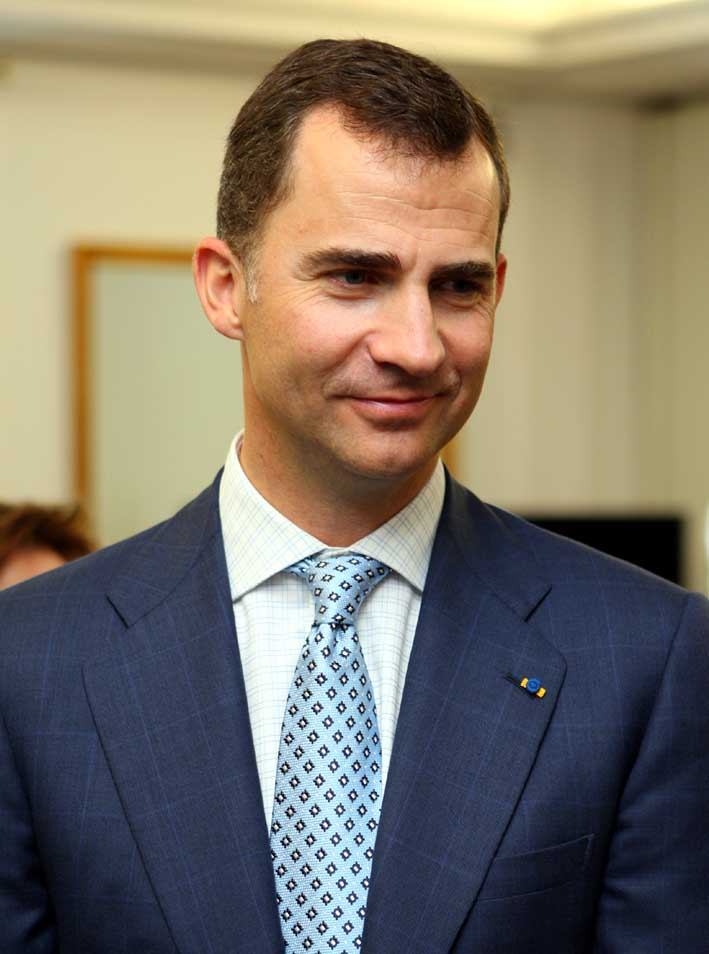
España Felipe de Borbón Príncipe de Asturias (En representación oficial de la Corona Española)
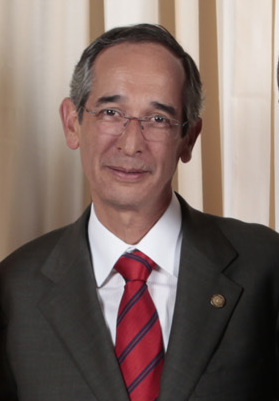
Guatemala Álvaro Colom Caballeros Presidente de Guatemala (2008-2012)
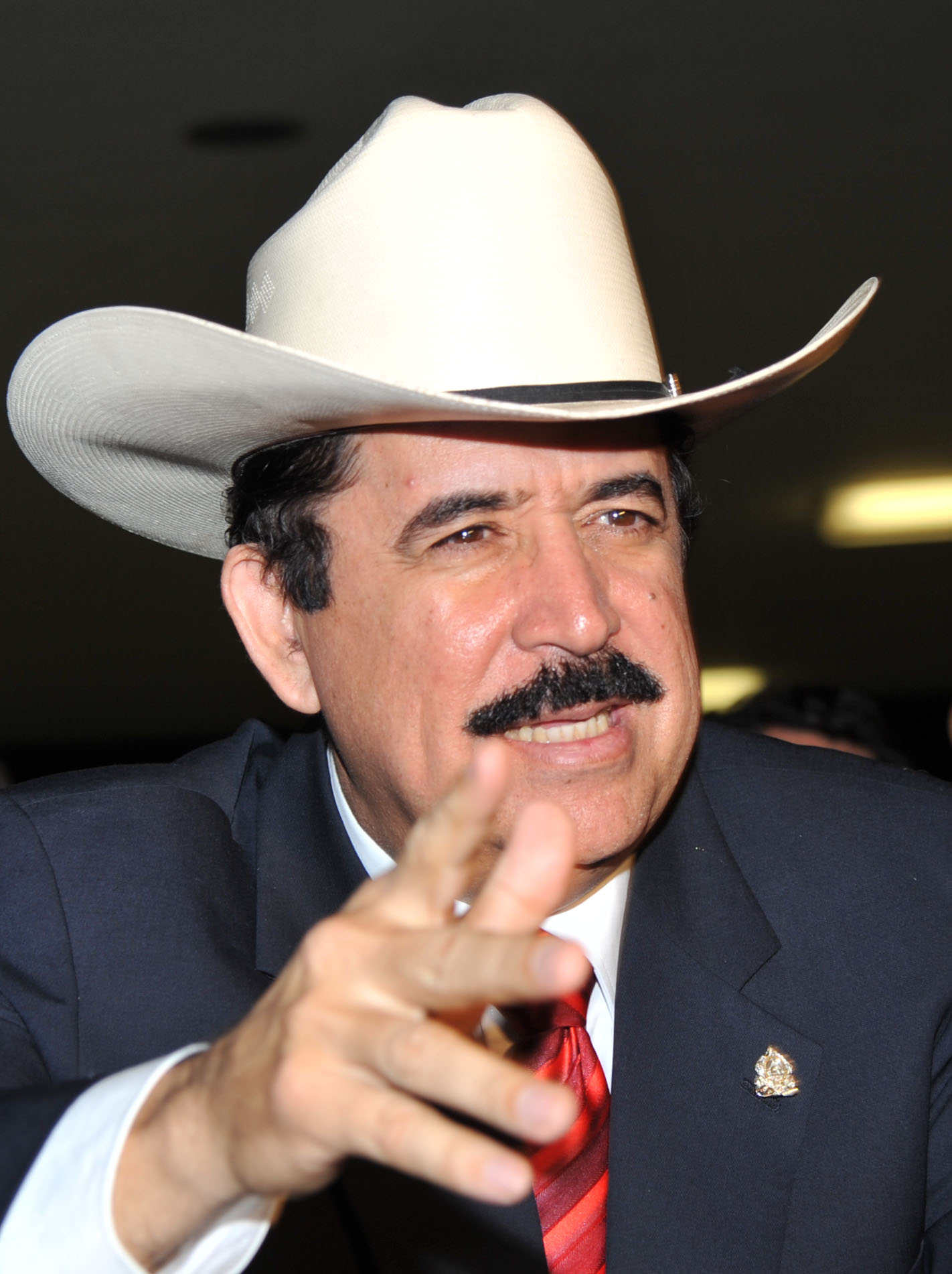
Honduras Manuel Zelaya Rosales Presidente de Honduras (2006-2009)
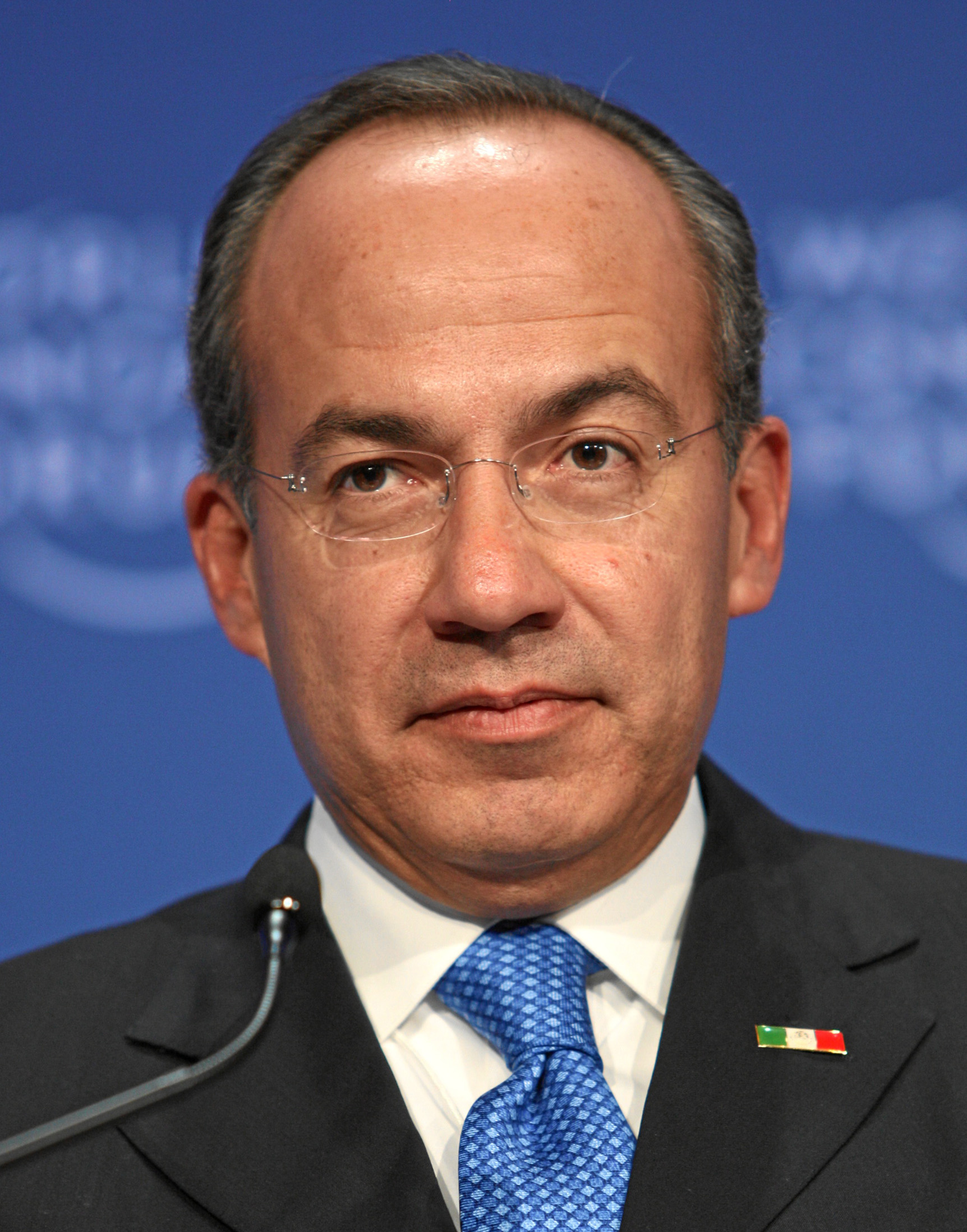
México Felipe Calderón Hinojosa Presidente de México (2006-2012)
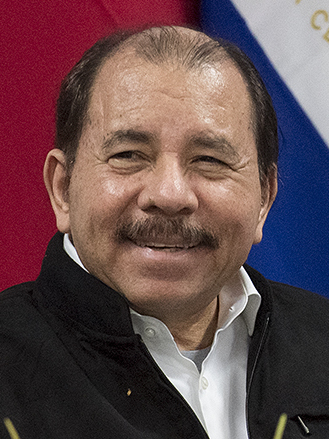
Nicaragua Daniel Ortega Saavedra Presidente de Nicaragua (1985-1990) (2007-)
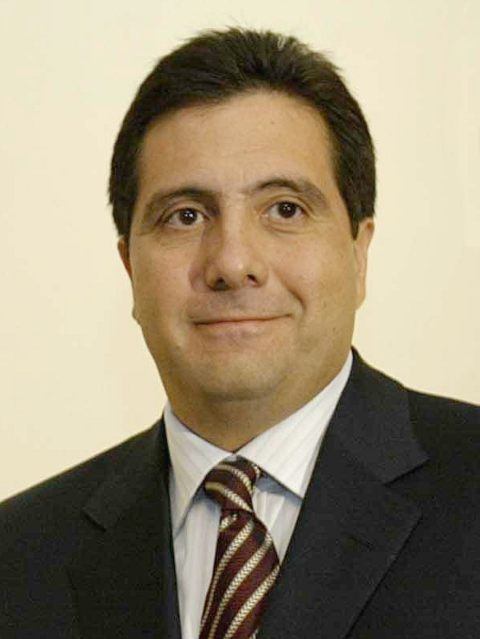
Panamá Martín Torrijos Espino Presidenta de Panamá (2004-2009)
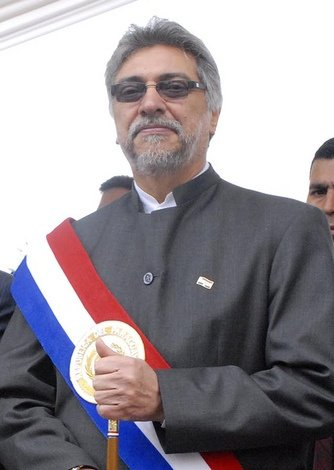
Paraguay Fernando Lugo Méndez Presidente de Paraguay (2008-2012)
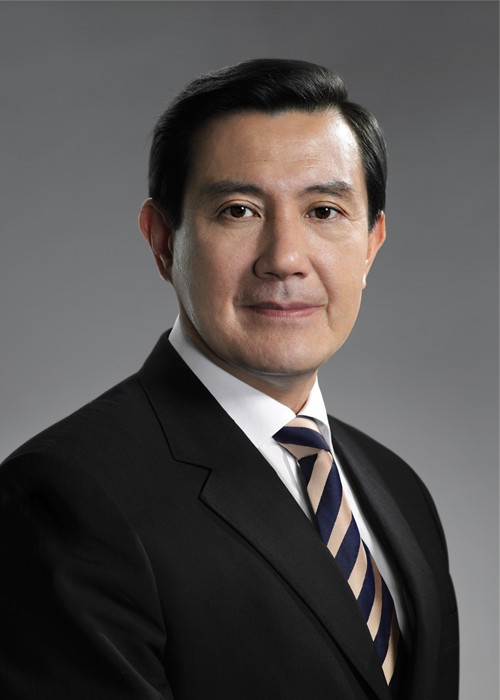
República de China Ma Ying-jeou Presidente de Taiwán (2008-2016)
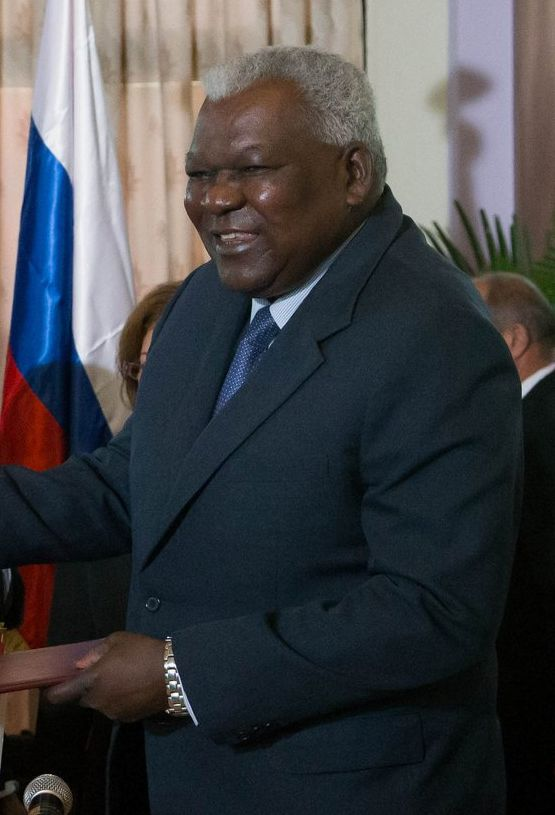
Cuba Esteban Lazo Hernández Vicepresidente de Cuba (2008-2013)
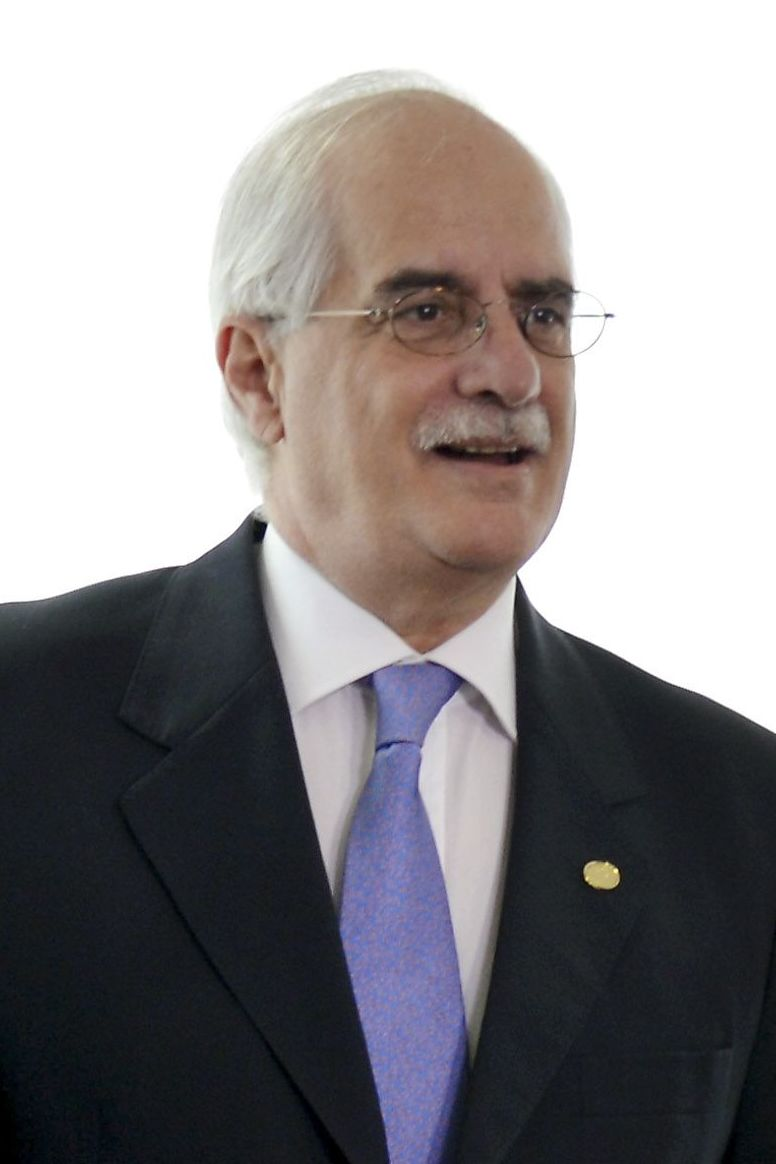
Argentina Jorge Taiana Canciller de Argentina (2005-2010)
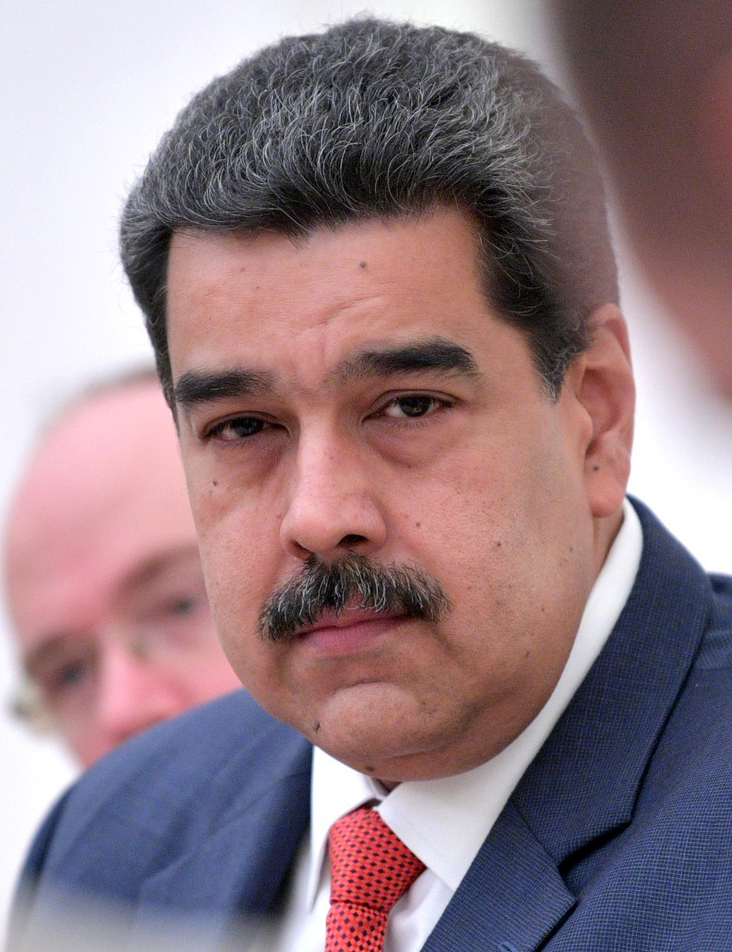
Venezuela Nicolás Maduro Moros Canciller de Venezuela (2006-2013)
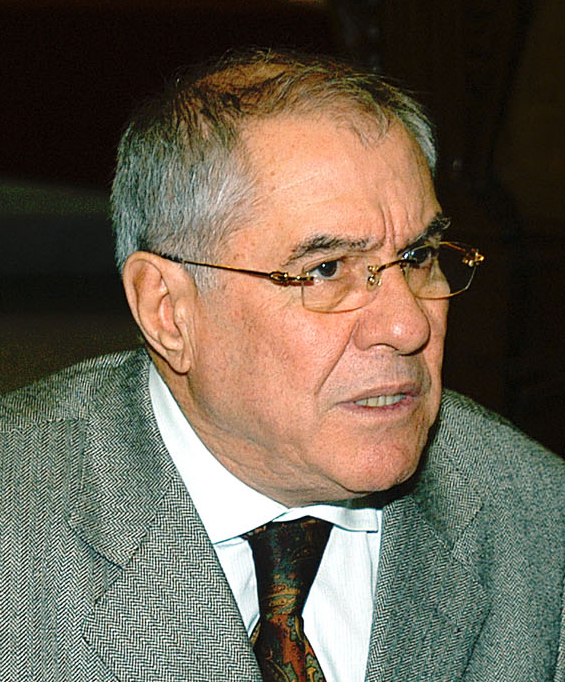
Perú Javier Villa Stein Presidente de la Corte Suprema de Justicia del Perú (2009-2011)
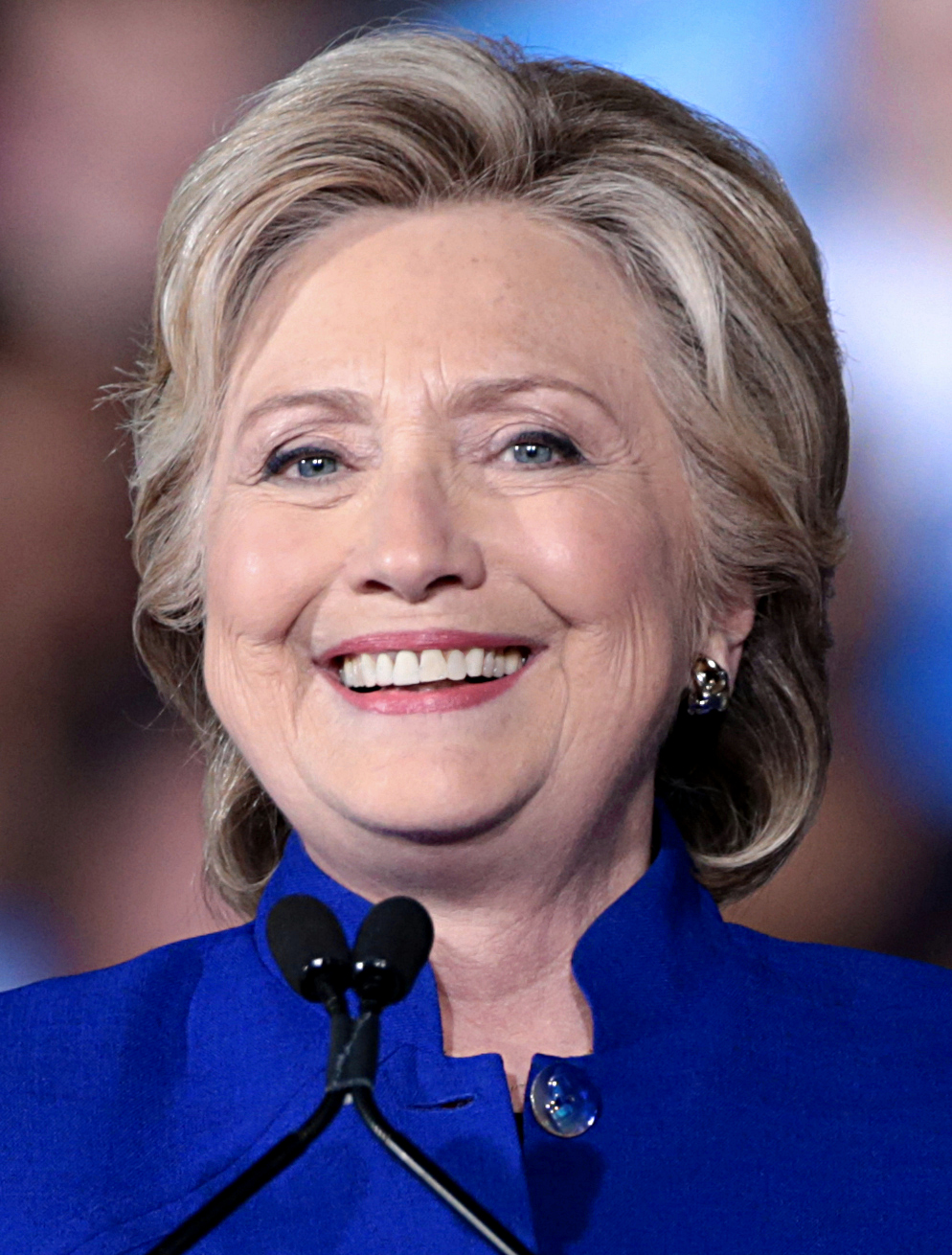
Estados Unidos Hillary Clinton Secretaria de Estado de los Estados Unidos (2009-2013)